# Pedro Ercílio Simon
Pedro Ercílio Simon (Ibiaçá, Río Grande do Sul, 19 de septiembre de 1941-Passo Fundo, 1 de junio de 2020) fue un obispo católico brasileño.

## Biografía
Nacido en 1941, ingresó en el seminario a los diez años, formando parte del primer grupo de seminaristas que ocupó la diócesis de Passo Fundo tras su reforma.
Se ordenó sacerdote el 12 de diciembre de 1965. El lema escogido fue «Sacerdote de Dios al servicio de los hombres». Se trasladó a la diócesis de Erechim; fue vicario de en la diócesis de Passo Fundo y presbítero en la catedral Nossa Senhora Aprecida.
Se desempeñó como obispo coadjutor de la diócesis de Cruz Alta de 1990 a 1995. Fue obispo titular de Uruguaiana de 1995 a 1998, y el 16 de septiembre de 1998 fue nombrado obispo coadjutor de la entonces diócesis de Passo Fundo, siendo el obispo titular de esta diócesis a partir del 19 de mayo de 1999 atestiguando la elevación de la diócesis a arquidiócesis. Se convirtió de facto en arzobispo en el año 2011, renunciando por motivos de salud al año siguiente, el 11 de julio de 2012, al gobierno de la arquidiócesis. A partir de esta fecha fue arzobispo emérito de Passo Fundo.
Enfermo de párkinson y alzhéimer, falleció a causa de complicaciones derivadas de dicha enfermedad, a los setenta y ocho años, el 1 de junio de 2020, en el hospital San Vicente de Paúl de Paso Fundo, ciudad brasileña que fue su sede arzobispal. Las exequias se realizaron en la Catedral Metropolitana.